# 今井昌治

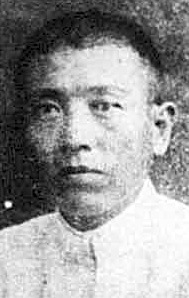
今井昌治

今井 昌治（いまい まさはる、1884年（明治17年）1月5日 - 没年不明）は、明治時代後期から昭和時代前期の台湾総督府官僚。高雄市尹、花蓮港庁長。

## 経歴・人物
新潟県中頚城郡高田城下に生まれる。1899年（明治32年）台湾に渡り、1908年（明治41年）6月に台北庁警部、1920年（大正9年）9月に台北州保安課長を経て、1922年（大正11年）5月、台湾総督府地方警視に進み、台北南警察署長に就任する。
1924年（大正13年）12月、地方理事官に進み、台中州新高郡守となり、ついで1926年（大正15年）1月に新竹州苗栗郡守、1927年（昭和2年）8月に台中州彰化郡守を経て、1929年（昭和4年）5月に高雄市尹に就任した。1932年（昭和7年）4月、花蓮港庁長に転じ、翌年9月末に官職を辞した。
退官後は、台中市常設委員、同市勧業委員、同市教育委員などを経て、1935年（昭和10年）11月に台中市会議員となり、ついで台中州青果同業組合常務副組長、台中州芭蕉販売購買利用組合長、台中州会議員など要職を歴任した。

## 栄典
位階
- 1933年（昭和8年）10月26日 - 正五位[5]

勲章等
- 1933年（昭和8年）10月 - 勲五等瑞宝章[1]